# Le P'tit Collectionneur
Le P'tit Collectionneur est un musée ouvert en 2007, situé à Gustavia, à Saint-Barthélemy.